# Phường 6, Đà Lạt
Phường 6 là một phường thuộc thành phố Đà Lạt, tỉnh Lâm Đồng, Việt Nam.

## Địa lý
Phường 6 nằm ở trung tâm thành phố Đà Lạt, có vị trí địa lý:
- Phía đông giáp Phường 2
- Phía tây giáp Phường 5
- Phía nam giáp Phường 1 và Phường 5
- Phía bắc giáp Phường 7.

Phường 6 có diện tích 1,69 km², dân số năm 2022 là 23.382 người, mật độ dân số đạt 13.835 người/km².

## Hành chính
Phường 6 được chia thành 15 tổ dân phố: 1, 2, 3, 4, 5, 6, 7, 8, 9, 11, 12, 18, 20, 21, 22.

## Lịch sử
Ngày 6 tháng 6 năm 1986, Hội đồng Bộ trưởng ban hành Quyết định số 67-HĐBT về việc:
- Thành lập Phường 6 trên cơ sở 39 tổ dân phố với 7.223 nhân khẩu của Phường 3 cũ.
- Thành lập Phường 11 và Phường 12 trên cơ sở Phường 6 cũ.

Ngày 21 tháng 1 năm 2020, HĐND tỉnh Lâm Đồng ban hành Nghị quyết số 166/NQ-HĐND về việc:
- Sáp nhập một phần tổ dân phố 5 vào tổ dân phố 2.
- Sáp nhập một phần tổ dân phố 9, một phần tổ dân phố 10 và tổ dân phố 7 vào phần còn lại của tổ dân phố 5.
- Thành lập tổ dân phố 7 trên cơ sở phần còn lại của tổ dân phố 9 và tổ dân phố 8.
- Thành lập tổ dân phố 8 trên cơ sở phần còn lại của tổ dân phố 10, một phần tổ dân phố 11 và tổ dân phố 15.
- Thành lập tổ dân phố 9 trên cơ sở tổ dân phố 14, tổ dân phố 16 và tổ dân phố 17.
- Thành lập sáp nhập tổ dân phố 13 và tổ dân phố 19 vào phần còn lại của tổ dân phố 11.